# Strade provinciali della provincia di Vicenza
Questo è un elenco delle strade provinciali presenti sul territorio della provincia di Vicenza e di competenza della provincia stessa. Tutte le strade provinciali della provincia di Vicenza sono gestite dalla società Vi.abilità s.r.l.

## Strade provinciali della provincia di Vicenza al 2022
| Numero       | Denominazione                                   | Percorso | Lunghezza |
| ------------ | ----------------------------------------------- | --- | --------- |
| SP 1         | Ex Postumia                                     | S.S. n° 53 “Postumia” - confine con provincia di Padova verso San Pietro in Gù | 2,139 km  |
| SP 2         | Zileri                                          | S.R. 11 “Padana Superiore” a Creazzo - loc. Piazzon - S.P. n° 36 “Gambugliano” in località Villa Zileri | 2,510 km  |
| SP 3         | Colognese                                       | S.P. n° 123 “Poianese” a Poiana Maggiore - Asigliano Veneto - confine con provincia di Verona per Cologna | 5,239 km  |
| SP 4         | Contellena                                      | S.P. n° 123 “Poianese” a Poiana Maggiore - Colleredo - Sossano - S.P. n° 8 “Berico Euganea” | 7,149 km  |
| SP 5         | Teonghio                                        | S.P. n° 125 “S. Feliciano” - Teonghio - confine con provincia di Verona verso Spessa | 3,213 km  |
| SP 6         | Campiglia                                       | S.P. n° 247 “Riviera Berica” località Ponticelli - Campiglia dei Berici - Colleredo - S.P. n° 4 “Contellena” | 4,949 km  |
| SP 7         | Liona                                           | S.P. n° 247 “Riviera Berica” in località Ponticelli di Agugliaro - Agugliaro - confine con provincia di Padova verso Vo' Euganeo | 4,165 km  |
| SP 8         | Berico Euganea                                  | SP 125 San Feliciano - Orgiano - Sossano - interruzione a Barbarano Vicentino all'intersezione con la S.P. n° 8 var. “Berico Euganea variante di Barbarano” - la strada riprende dall'intersezione con la SP n° 247 “Riviera Berica” - la strada si interrompe prima dell'abitato di Lovolo e riprende dopo l'abitato di Lovolo - confine con provincia di Padova verso Bastia | 13,546 km |
| SP 8 var     | Berico Euganea variante di Lovolo               | S.P. n° 8 “Berico Euganea” - ingresso al casello di Barbarano/Albettone autostrada A31 - intersezione a rotatoria con S.P. n° 8 “Berico Euganea” e S.P. n° 10 “Albettone" | 1,621 km  |
| SP 8 var bis | Berico Euganea variante di Barbarano            | Dall'intersezione a rotatoria con la S.P. n° 8 “Berico Euganea” (tratto verso Orgiano) e la strada comunale Via Pila fino all'intersezione a rotatoria con la S.P. n° 8 “Berico Euganea” (tratto verso Lovolo) e la S.P. n° 247 “Riviera Berica” | 0,500 km  |
| SP 9         | Saianega                                        | S.P. n° 247 “Riviera Berica” in località Ponte Botti - Sossano - S.P. n° 8 “Berico Euganea” | 4,233 km  |
| SP 10        | Albettone                                       | S.P. n° 247 “Riviera Berica” in località Ponte Botti - Albettone - Lovolo - S.P. n° 8 “Berico Euganea” | 5,565 km  |
| SP 12        | Bocca d'Ascesa                                  | S.P. n° 500 “Lonigo” in località Orna - Brendola - Grancona - San Germano dei Berici - Orgiano - S.P. n° 8 “Berico Euganea” | 18,964 km |
| SP 12 dir    | Bocca d'Ascesa diramazione per San Germano      | La diramazione si stacca dal tracciato principale e termina nel centro di San Germano dei Berici | 1,210 km  |
| SP 13        | Villaga                                         | S.P. n° 19 “Dorsale dei Berici” a Barbarano Vicentino - Villaga | 1,265 km  |
| SP 14        | Mossano                                         | S.P. n° 247 “Riviera Berica” a Ponte di Mossano - Mossano | 3,122 km  |
| SP 15        | Bosco                                           | S.P. n° 247 “Riviera Berica” a Ponte di Nanto - Bosco - confine con provincia di Padova verso Bastia | 4,518 km  |
| SP 16        | Villaganzerla                                   | S.P. n° 247 “Riviera Berica” a Ponte di Castegnero - Villaganzerla - Montegaldella - confine con provincia di Padova verso Cervarese S. Croce | 8,318 km  |
| SP 17        | Almisano                                        | Lonigo: la strada ha inizio dall’intersezione a rotatoria con la S.P. n° 500 “Lonigo” e con la S.P. n° 125 “San Feliciano” - Almisano - Montebello Vicentino - S.R. N° 11 “Padana Superiore” | 7,640 km  |
| SP 18        | Favorita                                        | S.P. n° 500 “Lonigo” a Sarego - Monticello di Fara - S.R. n° 11 “Padana Superiore” a Montebello Vicentino | 5,268 km  |
| SP 19        | Dorsale dei Berici                              | Vicenza: località “Esse” di Monte Berico - Arcugnano - Perarolo - San Gottardo - Barbarano Vicentino - S.P. n° 247 “Riviera Berica” a Ponte di Barbarano | 22,958 km |
| SP 20        | Bacchiglione                                    | S.P. n° 247 var. “Riviera Berica Variante di Longare” a Longare - Secula - Colzè - Montegalda - confine con provincia di Padova verso Veggiano | 9,077 km  |
| SP 21        | Grimana                                         | S.P. 117 “Camisana” a Camisano Vicentino - Grisignano di Zocco: la strada si interrompe in corrispondenza dell'intersezione (esclusa) con via Bertinato e via Serenissima - la strada riparte dall'intersezione con la S.P. 21 var. “Grimana variante di Grisignano” - Montegalda - (la strada si interrompe nel centro di Montegalda per la sovrapposizione con la S.P. n° 20 “Bacchiglione”) - termina all’intersezione a rotatoria con la S.P. n° 16 “Villaganzerla” a Montegaldella | 9,169 km  |
| SP 21 var    | Grimana variante di Grisignano                  | Inizio dal confine amministrativo tra i Comuni di Mestrino (PD) e Grisignano di Zocco (VI) - S.P. 21 “Grimana” tratto verso Montegalda | 0,879 km  |
| SP 22        | Sorio                                           | La strada inizia tra il ponte autostradale ed il ponte sul torrente Chiampo nei pressi del casello di Montebello Vicentino - Gambellara - confine con provincia di Verona verso Terrossa | 4,601 km  |
| SP 23        | Campodoro                                       | S.P. n° 21 “Grimana” a Grisignano di Zocco - Poiana di Granfion - confine con provincia di Padova verso Campodoro | 3,655 km  |
| SP 24        | Torrerossa per Piazzola                         | S.P. 117 “Camisana” a Camisano Vicentino - confine con provincia di Padova verso Piazzola sul Brenta | 3,131 km  |
| SP 25        | Torrerossa per Carturo                          | S.P. 117 “Camisana” a Camisano Vicentino - confine con provincia di Padova verso Isola Mantegna | 4,644 km  |
| SP 25 dir    | Torrerossa per Carturo diramazione verso Grossa | La diramazione si stacca dal tracciato principale e termina al confine con provincia di Padova verso Grossa | 0,658 km  |
| SP 27        | Tesina                                          | Torri di Quartesolo: la strada ha inizio in corrispondenza del segnale di fine centro abitato - S.P. n° 20 “Bacchiglione” a Secula di Longare | 4,369 km  |
| SP 29        | Quinto                                          | S.S. n° 53 “Postumia” - confine amministrativo tra i comuni di Bolzano Vicentino e Quinto Vicentino | 0,422 km  |
| SP 30        | Lanzè                                           | S.S. n° 53 “Postumia” - Lanzè - confine con provincia di Padova verso Gazzo | 2,952 km  |
| SP 31        | Valdichiampo                                    | S.R. n ° 11 “Padana Superiore” a Montebello Vicentino - Zermeghedo - Montorso Vicentino - Arzignano: il primo tratto della S.P. ha termine in corrispondenza dell’allineamento con il confine tra i mappali n° 51 e 155 del foglio 8° del Comune di Arzignano ovvero ad una distanza di ml 14 dal lato sud-est del fabbricato interessante il mappale n° 122 stesso foglio in direzione Montorso Vicentino; il secondo tratto della S.P. riprende in corrispondenza del confine tra il Comune di Arzignano e Chiampo (km 11 + 000) - San Pietro Mussolino - Altissimo - Crespadoro - Loc.tà Ferrazza - Durlo - confine con provincia di Verona verso Campofontana                                             | 31,137 km |
| SP 31 dir    | Valdichiampo diramazione per Crespadoro         | La diramazione si stacca dal tracciato principale della S.P. n° 31 “Valdichiampo” e termina nella piazza centrale di Crespadoro | 0,362 km  |
| SP 32        | Casteneda                                       | Arzignano inizio in corrispondenza del termine della mura di recinzione a filo strada del civico n.°75b - confine con provincia di Verona verso Roncà | 2,904 km  |
| SP 33        | Montorsina                                      | Montecchio Maggiore: inizio in corrispondenza del confine tra i mappali n° 141 e 142 del foglio 14° del Comune di Montecchio Maggiore – termina sulla S.P. n° 31 “Valdichiampo” in corrispondenza della rotatoria tra Via Da Porto e Via Valchiampo a Montorso Vicentino | 2,651 km  |
| SP 34        | Altavilla                                       | La strada ha inizio all'intersezione tra via Serenissima e Via Melaro in Comune di Montecchio Maggiore - Altavilla Vicentina - S.R. n° 11 “Padana Superiore” | 5,979 km  |
| SP 34 dir    | Altavilla diramazione per Vicenza               | La diramazione si stacca dal tracciato principale in corrispondenza della rotatoria tra le Vie Vicenza, Sottopasso Olmo, Tagliamento e della Scienza in Comune di Altavilla Vicentina e termina al confine amministrativo tra i comuni di Altavilla Vicentina e Vicenza | 0,227 km  |
| SP 35        | Peschiera dei Muzzi                             | S.R. n° 11 “Padana Superiore” a Tavernelle - Sovizzo – la strada si interrompe all'intersezione con la S.P. n° 35 var. 2 “Peschiera dei Muzzi variante di Sovizzo” (incrocio tra Via Risorgimento, Via Pasubio e Via Artigianato a Sovizzo) e riprende all'intersezione con la S.P. n° 103 “Valdiezza” - Castelgomberto - la strada si interrompe all'intersezione con la S.P. n° 35 var. 1 “Peschiera dei Muzzi variante di Castelgomberto” (incrocio tra Via Bocca, Via Chiuse e Contrada Facchini a Castelgomberto) e riprende all'intersezione con la S.P. n° 35 var. 1 “Peschiera dei Muzzi variante di Castelgomberto” (incrocio tra Via 25 Aprile e Via Roma a Castelgomberto) - S.P. n° 246 “Recoaro” | 10,186 km |
| SP 35 var 1  | Peschiera dei Muzzi variante di Castelgomberto  | La strada inizia all'intersezione con la S.P. n° 35 “Peschiera dei Muzzi” (incrocio tra Via Bocca, Via Chiuse e Contrada Facchini a Castelgomberto) e termina all'intersezione con la S.P. n° 35 “Peschiera dei Muzzi” (incrocio tra Via 25 Aprile e Via Roma a Castelgomberto) | 0,976 km  |
| SP 35 var 2  | Peschiera dei Muzzi variante di Sovizzo         | La strada inizia all’intersezione con la S.P. n° 35 “Peschiera dei Muzzi” (incrocio tra Via Risorgimento, Via Pasubio e Via Artigianato a Sovizzo) e termina all'intersezione con la S.P. n° 103 “Valdiezza” (incrocio tra Via Valdiezza e Via Brigata Julia a Sovizzo) | 1,668 km  |
| SP 36        | Gambugliano                                     | Vicenza: la strada ha inizio in corrispondenza del confine tra i mappali n° 25 e n° 96 del foglio 62° del Comune di Vicenza - Biron - Monteviale - Gambugliano | 9,991 km  |
| SP 37        | San Giovanni                                    | Chiampo - confine con provincia di Verona verso San Giovanni Ilarione | 4,871 km  |
| SP 38        | Selva                                           | La strada inizia a Cornedo Vicentino all’intersezione con la strada comunale denominata Via Gonzati - Quargnenta - Selva di Trissino - Nogarole Vicentino - S.P. 31 “Valdichiampo” a Chiampo | 14,985 km |
| SP 39        | Brogliano                                       | S.P. n° 246 “Recoaro” - Brogliano - (la strada si interrompe nel centro di Brogliano per la sovrapposizione con la S.P. n° 102 “S. Martino”) - S.P. n° 38 “Selva” in località Marzari | 4,126 km  |
| SP 41        | Lobbia                                          | S.P. n° 349 “Costo” in località Botteghino - Caldogno - Cresole - Polegge | 6,376 km  |
| SP 42        | Monticello                                      | S.P. n° 248 “Schiavonesca Marosticana” in località Pilastroni - Cavazzale – Monticello Conte Otto - Vicenza: la strada ha termine in corrispondenza del confine tra i mappali n° 42 e n° 37 del foglio 72° del Comune di Vicenza | 4,199 km  |
| SP 43        | Nonache                                         | Da S.P. n° 121 “Gasparona” a S.P. n° 98 “Ca’ Orecchiona” in comune di Sarcedo | 1,497 km  |
| SP 44        | Campanella                                      | S.P. n° 31 “Valdichiampo” a San Pietro Mussolino - Altissimo - Valdagno: la strada ha fine a ml 45 dal lato nord del fabbricato interessante il mappale n° 482 del foglio 21° del Comune di Valdagno in direzione nord | 14,727 km |
| SP 45        | Passo Zovo                                      | Valdagno, località Novale: la strada ha inizio a ml 15 dal lato nord-est del fabbricato posto nei mappali n° 995 e 376 del foglio 7° del Comune censuario di Novale (Valdagno) in direzione nordest - Località Passo Zovo - Schio/Magrè: la strada ha fine in corrispondenza del confine tra i mappali n° 485 e n° 43 del foglio 6° del Comune censuario di Magrè (Schio) | 9,323 km  |
| SP 46        | Pasubio                                         | Inizio al km 5 + 172 (limite centro abitato del Comune di Vicenza) - Motta di Costabissara – Isola Vicentina - Malo - San Vito di Leguzzano - la strada si interrompe al km 22 + 350 (inizio centro abitato di Schio) e riprende all'intersezione con la S.P. n° 46 var. “Pasubio variante di Torrebelvicino” (incrocio tra Via 29 Aprile e Via Rimembranza a Torrebelvicino) - Valli del Pasubio - confine con provincia di Trento verso Pian delle Fugazze | 31,860 km |
| SP 46 racc   | Pasubio raccordo del Sole                       | La strada inizia a Vicenza all’intersezione con Via Granatieri di Sardegna e termina in corrispondenza del ponte ferroviario in località Ponte Alto; comprende anche le due rampe di accesso alla Strada Padana Superiore poste a nord della stessa in Comune di Vicenza | 3,946 km  |
| SP 46 var    | Pasubio variante di Torrebelvicino              | La strada inizia con intersezione a rotatoria da Via Riva del Cristo in Comune di Schio e termina sulla S.P. n° 46 “Pasubio” mediante intersezione a ovest del centro abitato di Torrebelvicino (incrocio tra Via 29 Aprile e Via Rimembranza a Torrebelvicino) | 2,842 km  |
| SP 47        | Monte di Malo                                   | S.P. n° 124 “Priabona” a Priabona - Monte di Malo - San Vito di Leguzzano (ponte sul torrente Giara) | 8,140 km  |
| SP 48        | Molina                                          | S.P. n° 46 “Pasubio” a Malo - sovrappasso autostrada A 31 - zona industriale di Thiene; comprende l'intersezione a rotatoria con Via della Serenissima e Via dell'Economia | 5,758 km  |
| SP 49        | Capiterlina                                     | S.P. n° 46 “Pasubio” a Isola Vicentina - S.P. n° 349 “del Costo” a Villaverla | 4,112 km  |
| SP 50        | Novoledo                                        | S.P. n° 349 “Costo” - la strada si interrompe prima dell'abitato di Novoledo e riprende dopo l'abitato di Novoledo - S.P. n° 248 “Schiavonesca Marosticana” a Passo di Riva | 5,410 km  |
| SP 50 var    | Novoledo variante                               | La strada inizia con intersezione a rotatoria dalla S.P. n° 50 “Novoledo” (Via Scartezzini) ad ovest dell'abitato di Novoledo e termina sulla S.P. n° 50 “Novoledo” (Via Palladio) mediante intersezione a rotatoria ad est dell'abitato di Novoledo | 1,828 km  |
| SP 51        | Viceré                                          | S.S. n° 53 “Postumia” - Bolzano Vicentino - Poianella - Bressanvido - S.P. n° 52 “Bassanese” in località Fontanon - Pozzoleone - Friola - S.P. n° 52 “Bassanese” | 15,554 km |
| SP 51 dir    | Viceré diramazione per Carmignano               | La diramazione si stacca dal tracciato principale a Pozzoleone e termina al confine con la Provincia di Padova verso Carmignano di Brenta | 0,303 km  |
| SP 52        | Bassanese                                       | Confine con provincia di Padova verso San Pietro in Gù - Nove - termina in corrispondenza del confine amministrativo tra i comuni di Nove e Bassano del Grappa | 11,058 km |
| SP 53        | Soella                                          | S.P. n° 248 “Schiavonesca Marosticana” ad Ancignano - Soella - termine a Bressanvido sulla S.P. n° 51 “Viceré” | 2,427 km  |
| SP 53 dir    | Soella diramazione per S.P. Bassanese           | La diramazione si stacca dal tracciato principale e termina all’incrocio con la S.P. n° 52 “Bassanese” | 1,782 km  |
| SP 54        | Friola                                          | S.P. n° 51 “Viceré” a Friola - Tezze sul Brenta - Stroppari - Belvedere di Tezze sul Brenta - S.S. n° 47 “Valsugana” | 7,454 km  |
| SP 55        | Cusinati                                        | S.S. n° 47 “Valsugana” - Cusinati - termina a Rossano Veneto sulla ex S.P. n° 56 “Mottinello” | 2,492 km  |
| SP 57        | Ezzelina                                        | S.R. n° 245 “Castellana” a Rossano Veneto - Cassola - Fellette - S.P. n° 248 “Schiavonesca Marosticana” (la strada si interrompe al km 7 + 262 per la sovrapposizione con la S.P. n° 248 “Schiavonesca Marosticana”) - San Giacomo - Romano d'Ezzelino - S.P. n° 74 “Pedemontana del Grappa” e S.P. n° 148 “Cadorna” | 9,936 km  |
| SP 58        | Ca' Dolfin                                      | S.P. n° 52 “Bassanese” a Nove - Cartigliano - Rosà - S.S. n° 47 “Valsugana” | 6,890 km  |
| SP 59        | Granella                                        | S.P. n° 54 “Friola” a Tezze sul Brenta - Cartigliano - S.P. n° 58 “Ca’ Dolfin” | 4,316 km  |
| SP 60        | Nove                                            | S.P. n° 52 “Bassanese” a Nove - S.P. n° 248 “Schiavonesca Marosticana” a Marostica | 2,686 km  |
| SP 62        | San Sisto                                       | S.P. n° 248 “Schiavonesca Marosticana” a Sandrigo - incrocio con S.P. 119 “Chizzalunga” | 1,816 km  |
| SP 63        | Preara                                          | Sarcedo: la strada ha inizio in corrispondenza dell’intersezione con la S.P. n° 98 “Ca’ Orecchiona” in località Moraro - Montecchio Precalcino - S.P. n° 248 “Schiavonesca Marosticana” a Passo di Riva | 5,855 km  |
| SP 64        | Fiorentini                                      | S.P. n° 81 “Valposina” ad Arsiero - Tonezza del Cimone - Fiorentini - confine con provincia di Trento località Coston | 23,699 km |
| SP 65        | Tretto                                          | S.P. n° 350 “Val d’Astico” - Timonchio - Bosco di Tretto | 9,729 km  |
| SP 66        | Garziere                                        | S.P. n° 349 “Costo” a Zanè - S.S. n° 350 “Val d’Astico” | 4,548 km  |
| SP 67        | Fara                                            | La strada ha inizio 35 ml. dopo lo spigolo dell’aiuola verso nord (direzione Zugliano) compresa nell’intersezione con Via Montegrappa e Via Raffaello a Thiene - Zugliano - Fara Vicentino - incrocio S.P. n° 121 “Gasparona” | 8,745 km  |
| SP 68        | Valdella                                        | S.P. n° 116 “Caltrano” a Caltrano - Calvene - Lugo di Vicenza - Zugliano (la strada si interrompe al km 8 + 250 nel centro di Zugliano per la sovrapposizione con la S.P. n° 67 “Fara”) - S.P. N° 121 “Gasparona” | 11,897 km |
| SP 69        | Lusianese                                       | S.P. n° 121 “Gasparona” a Breganze - Salcedo - Lusiana - Puffele - S.P. n° 72 “Fratellanza” | 23,313 km |
| SP 70        | Monteferro                                      | S.P. n° 121 “Gasparona” a Ponticello - Molvena - Pianezze - Marostica Borgo Panica - S.P. 121 “Gasparona” | 5,981 km  |
| SP 71        | Rameston                                        | S.P. n° 72 “Fratellanza” - Fontanelle di Conco - Crosara - S.P. n° 248 “Schiavonesca Marosticana” a Marostica | 14,143 km |
| SP 72        | Fratellanza                                     | S.P. n° 248 “Schiavonesca Marosticana” in località Marsan - San Michele - Conco - Turcio - Asiago | 33,448 km |
| SP 73        | Campesana Valvecchia                            | Bassano del Grappa: la strada ha inizio a ml 41 dall’allineamento con il lato rivolto a nord-ovest del fabbricato interessante il mappale n° 738 del foglio 36° del Comune di Bassano del Grappa in direzione nord-ovest - Campolongo sul Brenta - Valstagna - Foza - S.P. n° 76 “Valgadena” | 25,476 km |
| SP 74        | Pedemontana del Grappa                          | S.S. n° 47 “Valsugana” - Pove del Grappa - (la strada si interrompe al km 3 + 804 nel centro di Romano Alto per la sovrapposizione con la S.P. n° 148 “Cadorna”) - confine con provincia di Treviso verso Borso del Grappa | 4,617 km  |
| SP 75        | Volon                                           | S.P. n° 90 “Marini” a Marini di Cassola - Casoni - S.P. n° 248 “Schiavonesca Marosticana” - Mussolente - Confine nord con provincia di Treviso verso Borso del Grappa | 7,605 km  |
| SP 76        | Valgadena                                       | Asiago inizio dall’intersezione con Viale Btg. Sette Comuni - Gallio - Foza - Enego - termine su raccordo S.S. n° 47 “Valsugana” | 39,448 km |
| SP 77        | Poianella                                       | S.P. n° 51 “Viceré” a Poianella - confine con provincia di Padova verso est | 1,680 km  |
| SP 78        | Piovan                                          | S.P. n° 350 “Val d’Astico” - Pedescala - Castelletto - Rotzo - Roana - S.P. n° 349 “Costo” a Canove | 21,029 km |
| SP 79        | Zermeghedo                                      | S.P. n° 31 “Valdichiampo” - centro di Zermeghedo | 0,953 km  |
| SP 80        | Montanina                                       | Innesto con S.P. n° 350 “Val d’Astico” a Piovene Rocchette - Meda - Velo d'Astico - S.P. 81 “Valposina” ad Arsiero | 7,900 km  |
| SP 81        | Valposina                                       | S.P. n° 350 “Val d’Astico” - Arsiero - Castana - Posina - confine con provincia di Trento a Passo della Borcola | 20,625 km |
| SP 81 dir    | Valposina diramazione per Trento                | La diramazione si stacca dal tracciato principale nel centro di Arsiero e termina sulla S.P. n° 350 “Val d’Astico” | 0,277 km  |
| SP 82        | Laghi                                           | S.P. n° 81 “Valposina” a Castana - Laghi | 3,352 km  |
| SP 83        | Bolca                                           | S.P. n° 31 “Valdichiampo” a Crespadoro - località Cappello – confine con la Provincia di Verona | 2,786 km  |
| SP 84        | San Pietro                                      | S.P. n° 78 “Piovan” - Pedescala - Valdastico - località La Dogana - S.P. n° 350 “Val d’Astico” | 5.353 km  |
| SP 85        | Pedemonte                                       | S.P. n° 350 “Val d’Astico” - Pedemonte - Carotte - Lastebasse - S.P. n° 350 “Val d’Astico” | 3,341 km  |
| SP 86        | Pilastroni                                      | S.P. n° 248 “Schiavonesca Marosticana” in località Pilastroni - Dueville | 3,463 km  |
| SP 87        | Trissino                                        | S.P. n° 246 “Recoaro” - Trissino | 1,766 km  |
| SP 88        | Tormeno                                         | Vicenza: inizio in loc. Tormeno in corrispondenza del confine tra i Fogli di mappa 30° e 31° del Comune di Vicenza - Torri di Arcugnano - Arcugnano - S.P. n° 19 “Dorsale dei Berici” | 3,859 km  |
| SP 89        | Tezze                                           | Incrocio con S.P. n° 87 “Trissino” e S.P. n° 246 “Recoaro” in località Pianeta - Tezze di Arzignano - termina 100 m. prima dell'incrocio con S.P. n° 93 “Arzignanese” in località Madonnetta | 4,859 km  |
| SP 90        | Marini                                          | S.P. n° 57 “Ezzelina” a Cassola - Marini - confine con provincia di Treviso | 2,233 km  |
| SP 91        | Farneda                                         | Incrocio con S.P. n° 67 “Fara” - Fara Vicentino - Salcedo - S.P. n° 69 “Lusianese” | 5,242 km  |
| SP 92        | Francolini                                      | S.P. n° 64 “Fiorentini” in località Restele - Sella Valbona - Malga Zonta - Confine con provincia di Trento | 7,754 km  |
| SP 93        | Arzignanese                                     | Arzignano: inizio in corrispondenza dell’ingresso principale al Cimitero di Arzignano - la strada termina all'inizio del centro abitato del Comune di Montecchio Maggiore in direzione Arzignano | 2,278 km  |
| SP 94        | Vitarolo                                        | Lusiana (campanile) - Vitarolo - Conco - S.P. n° 72 “Fratellanza” | 6,429 km  |
| SP 95        | Santa Caterina                                  | S.P. n° 69 “Lusianese” a Lusiana - Santa Caterina - S.P. n° 71 “Rameston” | 4,597 km  |
| SP 97        | Sant'Anna                                       | S.P. n° 54 “Friola” a Stroppari - S.P. n° 58 “Ca’ Dolfin” - Baggi - confine amministrativo tra i comuni di Rosà e Bassano del Grappa | 6,036 km  |
| SP 98        | Ca' Orecchiona                                  | S.P. n° 111 “Nuova Gasparona” in località Le Quattro Strade - S.P. n° 63 “Preara” in località Moraro | 3,142 km  |
| SP 99        | Campogrosso                                     | Recoaro Terme: inizio da incrocio tra Contrada Zini, Via Obante e Via Maglio - Merendaore - Campogrosso - confine amministrativo tra i Comuni di Recoaro Terme e Valli del Pasubio | 11,092 km |
| SP 100       | Recoaro Mille                                   | S.P. n° 246 “Recoaro” a San Quirico - Fongara - Recoaro Mille località Pizzegoro | 9,312 km  |
| SP 101       | Vivaro                                          | S.P. n° 41 “Lobbia” a Caldogno - Vivaro - Dueville - S.P. n° 86 “Pilastroni” | 4,777 km  |
| SP 102       | S. Martino                                      | Trissino - Brogliano - Cornedo Vicentino; termine sul ponte sulla roggia Preona | 6,647 km  |
| SP 102 dir   | S. Martino diramazione                          | La diramazione si stacca dal tratto principale e termina sulla S.P. n° 39 “Brogliano” | 1,023 km  |
| SP 103       | Valdiezza                                       | S.P. n° 35 “Peschiera dei Muzzi” a Sovizzo - S.P. n° 36 “Gambugliano” | 3,632 km  |
| SP 104       | Calvarina                                       | Arzignano: inizio a ml 18,00 dal lato ovest del fabbricato interessante il mappale n° 302 del foglio 17° in direzione sud-ovest - San Zenone - confine con provincia di Verona verso Roncà | 3,159 km  |
| SP 105       | Altura                                          | S.P. n° 93 “Arzignanese” in località Cimitero di Arzignano - S.P. n° 33 “Montorsina” in località Ponte Torrente Chiampo | 2,720 km  |
| SP 106       | Pilla                                           | loc. Nogarazza - S.P. n° 19 “Dorsale dei Berici” ad Arcugnano | 2,652 km  |
| SP 107       | Olivi                                           | S.P. n° 247 “Riviera Berica” a Ponte di Nanto - Nanto - S.P. n° 19 “Dorsale dei Berici” | 9,583 km  |
| SP 109       | Grancona                                        | Meledo S.P. n° 500 “Lonigo” - Grancona - S.P. n° 12 “Bocca d’Ascesa” in località Pederiva | 5,524 km  |
| SP 110       | Marpegane                                       | S.P. n° 125 “S. Feliciano” a Noventa Vicentina località Capo di Sopra - Campiglia dei Berici - S.P. n° 6 “Campiglia” | 4,607 km  |
| SP 111       | Nuova Gasparona                                 | Inizio a Thiene all’intersezione con Via Gombe - S.P. n° 98 “Ca’ Orecchiona” - S.P. n° 119 “Chizzalunga” a Breganze - Marostica S.P. n° 248 “Schiavonesca Marosticana” - fine al sovrappasso sulla S.S. n° 47 “Valsugana” | 23,210 km |
| SP 112       | Povolaro Corvo                                  | S.P. n° 248 “Schiavonesca Marosticana” in località Povolaro - Dueville - Montecchio Precalcino - S.P. n° 63 “Preara” | 5,377 km  |
| SP 113       | Mediana                                         | S.P. n° 247 “Riviera Berica” in località Pilastri - S.P. n° 110 “Marpegane” - S.P. n° 4 “Contellena” - S.P. n° 125 “San Feliciano” | 7,158 km  |
| SP 114       | San Vito                                        | S.P. n° 124 “Priabona” a Malo - San Vito di Leguzzano - Schio: la strada ha fine a ml 30 dalla linea rivolta verso San Vito di Leguzzano esterna di confine stradale di via Papa Giovanni XXIII in direzione San Vito di Leguzzano | 4,554 km  |
| SP 115       | Zovencedo                                       | S.P. n° 12 “Bocca d’Ascesa” - Zovencedo - S.P. n° 19 “Dorsale dei Berici” | 5,429 km  |
| SP 116       | Caltrano                                        | Zanè: inizio in corrispondenza del confine con il Comune di Thiene - Carrè - Chiuppano - Caltrano - incrocio con S.P. n° 349 “Costo” - Cogollo del Cengio - S.P. n° 349 “Costo” in località Mosson | 10,134 km |
| SP 117       | Camisano                                        | Inizio dall’incrocio con SS.PP. nn° 24 “Torrerossa per Piazzola” e 25 “Torrerossa per Carturo” a Camisano Vicentino - Grumolo delle Abbadesse - termine all’intersezione con la S.P. n° 135 “Lerino” in località Lerino di Torri di Quartesolo | 6,133 km  |
| SP 118       | Caselle                                         | S.P. n° 247 “Riviera Berica” a Ponte Maddalena - Caselle - confine con provincia di Padova verso Este | 2,186 km  |
| SP 119       | Chizzalunga                                     | S.P. n° 248 “Schiavonesca Marosticana” - S.P. n° 111 “Nuova Gasparona” - Breganze - S.P. n° 121 “Gasparona” | 6,274 km  |
| SP 120       | Cordellina                                      | S.R. n° 11 “Padana Superiore” a Tavernelle - Montecchio Maggiore: la strada ha fine in corrispondenza del confine amministrativo tra i Comuni di Montecchio Maggiore e Sovizzo costituito dal confine tra gli immobili censiti al fog. 9 mapp. 131 (Sovizzo) e fog. 6 mapp. 126 (Montecchio Maggiore) | 1,489 km  |
| SP 121       | Gasparona                                       | Thiene: la strada ha inizio a ml 19 dalla mezzeria della aiuola esistente sull’incrocio con Via S. Anastasia in direzione Sarcedo - Sarcedo - Breganze - Mason Vicentino - Molvena - Pianezze - Marostica S.P. n° 248 “Schiavonesca Marosticana” | 15,140 km |
| SP 122       | Maranese                                        | Thiene: la strada ha inizio subito dopo la rotatoria tra Via dell’Autostrada e la variante alla S.S. 349 - Marano Vicentino - Schio: la strada ha fine a ml 29 dal lato ovest del fabbricato interessante il mappale n° 363 del foglio 18° del Comune di Schio in direzione ovest | 7,619 km  |
| SP 123       | Poianese                                        | S.P. n° 125 “S. Feliciano” a Noventa Vicentina - Poiana Maggiore - confine con provincia di Verona località Cicogna | 6,646 km  |
| SP 124       | Priabona                                        | S.P. n° 246 “Recoaro” - Priabona - Malo - S.P. n° 46 “Pasubio” | 11,363 km |
| SP 125       | San Feliciano                                   | Inizio a Lonigo sull’intersezione tra la S.P. n° 500 “Lonigo” e la S.P. n° 17 “Almisano” - rotatoria in località Stamberga - Alonte - Orgiano - Sabbioni - Noventa Vicentina - S.P. n° 247 “Riviera Berica” | 18,051 km |
| SP 126       | Lago di Fimon                                   | S.P. n° 88 “Tormeno” in località Torri di Arcugnano - Lago di Fimon | 3,353 km  |
| SP 128       | di Gallio                                       | S.P. n° 72 “Fratellanza” in località Turcio - Gallio S.P. n° 76 “Valgadena” | 5,139 km  |
| SP 129       | Perarolo                                        | S.P. n° 12 “Bocca d’Ascesa” a Brendola - S.P. n° 19 “Dorsale dei Berici” a Perarolo | 5,242 km  |
| SP 131       | Santa Teresa                                    | Dalla S.P. n° 248 “Schiavonesca Marosticana” in Comune di Schiavon alla S.P. n° 52 “Bassanese” in Comune di Schiavon | 2,177 km  |
| SP 132       | Leogra                                          | Dalla S.P. n° 122 “Maranese” in Comune di Marano Vicentino alla S.P. n° 46 “Pasubio” in Comune di Malo | 2,040 km  |
| SP 133       | Recoaro variante di Cornedo                     | Dalla S.P. n° 246 “Recoaro”, rotatoria a sud del centro di Cornedo Vicentino alla S.P. n° 246 “Recoaro”, rotatoria a nord del centro di Cornedo Vicentino | 3,466 km  |
| SP 133 dir   | Recoaro variante di Cornedo diramazione         | Dalla strada comunale di collegamento Valdagno - Cornedo “Destra Agno” alla S.P. n° 133 “Recoaro variante di Cornedo”. Comprende anche l'intersezione a rotatoria sulla strada “Destra Agno” | 0,196 km  |
| SP 134       | Tunnel Schio Valdagno                           | Inizio in corrispondenza del sovrappasso con Via S. Pio X a Schio - loc. Castellon - loc. Lebena - tunnel - loc. Favorita a Valdagno – termina dopo il ponte sul torrente Agno in Via Europa a Valdagno | 9,374 km  |
| SP 134 dir   | Tunnel Schio Valdagno diramazione               | La diramazione (Via Europa, tratto verso Via Lungo Agno Alessandro Manzoni) inizia a Valdagno sul ponte che unisce Viale Duca d’Aosta a Via Andrea Palladio e termina all’imbocco del tunnel a Valdagno | 0,280 km  |
| SP 135       | Lerino                                          | La strada inizia dall’intersezione a rotatoria tra la stessa strada, la S.P. n° 117 “Camisana” e via Camisana in Comune di Torri di Quartesolo e termina all’intersezione a rotatoria della stessa strada con la S.R. 11, via Roma e via Tangenziale sud di Vicenza | 2,433 km  |
| SP 136       | della Vena                                      | La strada inizia all’intersezione con la S.P. n° 64 “Fiorentini” in località Contrada Grotti e termina in corrispondenza dell’intersezione con la S.P. n° 92 “Francolini” e con la S.P. n° 64 “Fiorentini” in località Restele | 4,364 km  |
| SP 137       | Ghizzole                                        | La strada inizia dall'intersezione a rotatoria con la S.P. n° 16 “Villaganzerla” - ingresso al casello di Montegaldella/Longare autostrada A31 - termina sull'intersezione a rotatoria con la S.P. n° 20 “Bacchiglione” | 2,162 km  |
| SP 138       | Ca' D'Oro                                       | La strada inizia dall'intersezione tra Via Ca’ D’Oro e la S.P. n° 3 "Colognese" in Comune di Asigliano e termina all’intersezione tra Via dell’Industria e la S.P. n° 125 "San Feliciano" in Comune di Poiana Maggiore. | 2,472 km  |
| SP 148       | Cadorna                                         | Romano d’Ezzelino inizio al km 1 + 309 - Romano Alto - Camposolagna - Ponte S. Lorenzo - interruzione al km 22 + 739 per passaggio della strada in Provincia di Treviso – la strada riprende al km 26 + 680 in corrispondenza del bivio per cima Grappa - località Forcelletto al confine con Provincia di Belluno - interruzione in località Forcelletto al km 32+150 fino al km 36 + 000 per passaggio della strada in Provincia di Belluno - la strada ritorna in Provincia di Vicenza dal km 36+000 al km 37+500 | 28,566 km |
| SP 246       | Recoaro                                         | Inizio al km 4 + 240 (limite c. a. di Montecchio Maggiore) - la strada si interrompe al km 14 + 320 e riprende al km 17 + 330 (tratto sostituito dalla S.P. n° 133 “Recoaro variante di Cornedo”) - la strada si interrompe al km 19 + 733 e riprende al km 24 + 464 (centro abitato di Valdagno) - Recoaro Terme - Valli del Pasubio S.P. n° 46 “Pasubio” | 30,687 km |
| SP 246 dir   | Recoaro diramazione per Trissino                | La strada inizia dalla S.P. n° 246 “Recoaro” mediante intersezione a rotatoria con la stessa strada e via del Progresso posta nei Comuni di Castelgomberto e Trissino e termina con un'intersezione a rotatoria con le strade comunali via Nazario Sauro e via Fabio Filzi in Comune di Trissino | 1,000 km  |
| SP 247       | Riviera Berica                                  | Inizio al km 7 + 682 (limite centro abitato del Comune di Vicenza) - Longare - la strada si interrompe dal km 10+144 al km 10+640 - Ponte di Castegnero - Ponte di Nanto - Ponte di Mossano - Ponte di Barbarano - Noventa Vicentina - confine con provincia di Padova | 28,292 km |
| SP 247 var   | Riviera Berica variante di Longare              | La strada inizia dalla S.P. n° 247 “Riviera Berica” (Via Roma) a nord dell'abitato di Longare e termina sulla S.P. n° 247 “Riviera Berica” (Via Roma) a sud dell'abitato di Longare | 0,698 km  |
| SP 248       | Schiavonesca Marosticana                        | Inizio al km 6 + 630 (limite centro abitato del Comune di Vicenza) località Polegge - Povolaro di Dueville - Sandrigo - Schiavon - Marostica - interruzione al km 31 + 096 e ripresa al km 37 + 264 (centro abitato di Bassano del Grappa) - San Giuseppe - Romano d'Ezzelino - Mussolente - confine con provincia di Treviso al km 42 + 123 verso San Zenone degli Ezzelini | 29,541 km |
| SP 349       | Costo                                           | Inizio al km 45 + 500 in località Termine al confine con provincia di Trento verso Vezzena - Ghertele - Camporovere - Asiago - Canove di Roana - Treschè Conca - Mosson di Cogollo del Cengio - Piovene Rocchette - Zanè - la strada si interrompe in corrispondenza del confine amministrativo tra i comuni di Thiene e Zanè al km 95 + 900 - Thiene: la strada riprende in corrispondenza dell’intersezione con l’ex S.P. n° 48 “Molina” (ora strada comunale) al km 99 + 730 - Villaverla - S.P. n° 46 “Pasubio” in Località Botteghino di Caldogno | 59,886 km |
| SP 349 var   | Costo variante                                  | Inizio in corrispondenza dell'intersezione a rotatoria con la S.P. n° 66 “Garziere” in Comune di Schio - termine in corrispondenza dell'intersezione a rotatoria posta sul caposaldo della S.P. n° 122 “Maranese” in Comune di Thiene | 5,099 km  |
| SP 350       | Val d'Astico                                    | Lastebasse località Busatti al confine con provincia di Trento verso Carbonare - Pedescala - Arsiero - Cogollo del Cengio - Piovene Rocchette (la strada si interrompe a Piovene Rocchette dal km 56 + 023 al km 56 + 800 per la sovrapposizione con la S.P. n° 349 “Costo”) - Santorso - la strada termina a Schio in corrispondenza della rotatoria al km 62 + 625. La rotatoria rimane di proprietà provinciale | 34,098 km |
| SP 500       | Lonigo                                          | Dal cavalcaferrovia di Alte Ceccato a Montecchio Maggiore (km 0 + 660) - Brendola - Sarego - la strada si interrompe in corrispondenza del confine amministrativo tra i comuni di Sarego e Lonigo al km 11 + 700 - la strada riprende al km 14 + 900 in corrispondenza dell’intersezione con la S.P. n° 17 “Almisano “ e con la S.P. n° 125 “San Feliciano” - confine con provincia di Verona verso Zimella | 14,418 km |